# IC 4178
IC 4178 је галаксија у сазвјежђу Ловачки пси која се налази на листи објеката дубоког неба у Индекс каталогу.
Деклинација објекта је + 36° 1' 3" а ректасцензија 13h 5m 41,6s. Привидна величина (магнитуда) објекта IC 4178 износи 15,1 а фотографска магнитуда 15,7. IC 4178 је још познат и под ознакама UGC 8187, MCG 6-29-30, PGC 45306.